# Cuando te besé
Cuando te besé è un singolo della cantante statunitense Becky G e del rapper argentino Paulo Londra, pubblicato il 2 agosto 2018 come terzo estratto dal primo album in studio di Becky G Mala santa.

## Tracce
Testi e musiche di Paulo Ezequiel Londra, Cristian Andrés Salazar e Daniel Echavarría Oviedo.
1. Cuando te besé – 4:16

## Formazione
Musicisti
- Becky G – voce
- Paulo Londra – voce

Produzione
- Ovy on the Drums – produzione, registrazione
- Jorge Fonseca – co-produzione
- Jacob Richards – assistenza all'ingegneria del suono
- Mike Seaberg – assistenza all'ingegneria del suono
- Rashawn McLean – assistenza all'ingegneria del suono
- Chris Athens – mastering
- Jaycen Joshua – missaggio

## Classifiche

### Classifiche settimanali
| Classifica (2018-22) | Posizione massima |
| -------------------- | ----------------- |
| Argentina            | 1                 |
| Colombia             | 8                 |
| Paraguay             | 200               |
| Perù                 | 160               |
| Spagna               | 10                |

### Classifiche di fine anno
| Classifica (2018) | Posizione |
| ----------------- | --------- |
| Spagna            | 60        |